# 牛耳河镇
51°33′10.71″N 121°43′47.19″E / 51.5529750°N 121.7297750°E

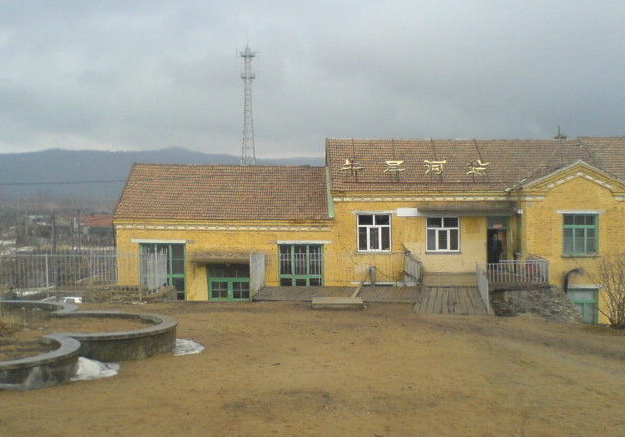

牛耳河镇位于内蒙古根河市境内，由根河市管辖。关于牛耳河镇名称的由来，有两种说法：由于这里有条河，形状像牛耳，故此得名。另一种说法是源于鄂温克语，“牛耳”即“很大的”意思。
由于牛耳河镇处于高纬度地区，全年平均无霜期约为70天左右，极端温度在−49ºC，结冻期210天以上，境内遍布永冻层。牛耳河镇大部分人口为汉族，另有蒙古族、鄂温克族等少数民族。